# Бондаренко, Николай Иванович
Николай Иванович Бондаренко (1889 — ?) — революционер и советский политический и военный деятель, который занимал различные ключевые позиции в Казахстане и других регионах Советского Союза

## Биография
Николай Иванович Бондаренко родился в 1889 году на хуторе Питращево Хорольском уезде Полтавской губернии в семье рабочего. Украинец.

### Образование
1903-1904 годы: Учился в начальном церковно-приходском училище, г. Хороль Полтавской губернии.
1929-1930 годы: Окончил Курсы директоров зерносовхозов.

### Ранние годы и участие в революции
Член ВКП(б) с 12.12.1918 года, до этого состоял в Союзе эсеров-максималистов (06-11.1917) и партии эсеров (начало-12.1918).
?-1905 годы: Пастух у кулаков в Хорольском уезде.
09.1905-06: Ученик слесаря паровозного ж.д. депо г. Екатеринослав.
1906-1908 годы: Слесарь, пом. паровозного машиниста депо ст. Держалово Сучанских угольных копей.
1908-03.1910 годы: Слесарь Владивостокского военного порта.
03.1910-1914 годы: Кузнец, кровельщик построек частных домов, Мартукская волость Актюбинского уезда.
11.1914-08.1916 годы: В армии - рядовой 2-го полка Кавказской пехотной дивизии на Турецком фронте.
08.1916-1917 годы: Рабочий-слесарь Ижевского завода.
01.1916: Арестован за участие в стачке на заводе и до 03.1917 сидел в Казанской тюрьме.
03-10.1917 годы: Член совдепа рабочих Ижевского завода.
10.1917-04.1918 годы: Член Ижевского штаба красной гвардии.
1918 год (6 месяцев): Начальник народной охраны Ижевского завода.
05-08.1918 годы: Командир роты 3-го Бузулукского советского полка.
1918 год (3 месяца): Политкомиссар Бузулукского полка.
1918 год: Комиссар управления Ижевского завода.

### Переезд в Актюбинск и дальнейшая деятельность
В начале 1918 года переехал в Актюбинск.
1918-1919 годы: Член исполкома и секретарь парткома.
09.1918: Комиссар народного хоз-ва Актюбинского уездного исполкома.
09.1918-04.1919 годы: Председатель Совнархоза Актюбинского уисполкома.
07.1919-09.1919 годы: Член президиума ЦСНХ Туркестана.
В марте 1918 года: Делегат и оратор Актюбинского уездного съезда рабочих, крестьянских и киргизских депутатов. Избран в исполком.
19/20.02.1919: Товарищ председателя - казначей Актюбинского уездного комитета партии.
23 марта 1919 года: Председатель временного Актюбинского уездного комитета партии.
С 10.1919: Уполномоченный Актюбинского уездного исполкома по организации совета в поселке Богдановский.
26.10.1919: Актюбинским комитетом РКП(б) утверждён представителем-членом от уездного комитета и уездного ревкома в Оренбургский губком партии и КазРевком.
С 10.11.1919 года до 10.05.1920 года: 1-й председатель Актюбинского уездного горкома партии (избран на общем собрании членов партии и сочувствующих: получил "за" 33 голоса, 10 - "против" при 2 воздержавшихся).
1919 год: Военком полка на Актюбинском фронте, Аральское море.
01.02.1919 – ? и 10.12.1919-10.05.1920 годы: Председатель Актюбинского уездного исполкома.
06-12.1920 годы: Военком Киргизского краевого военно-инженерного управления-ВИУ Казкрайвоенкомата.
С декабря 1920 года вновь врид. председатель Актюбинского уездного исполкома.
1921 год (8 месяцев): Военком Актюбинского уезда или (12.20-12.21)?
01.12.1920: Начальник гарнизона г. Актюбинск.
01.12.1921 - =05.1923=23: Военком Актюбинской губернии.
С марта 1923 года: Военком Семипалатинской губернии.
Откомандирован в распоряжение Дальбюро ЦК ВКП(б).
1923-24 годы: Военком Уссурийского уезда.
1924-27 годы: Военком города Верхнеудинск.
1927-29 годы: Начальник Военно-строительного отдела Сибирского военного округа, Новосибирск.
1930-32 годы: Директор Красноармейского молмясосовхоза СКО.
1932-35 годы: Директор Павлодарского треста зерносовхозов.
1935-37 годы: Заместитель начальника Главного управления мясомолочных совхозов Наркомата совхозов СССР.
1937-38 годы: Начальник Главного управления мясомолочных совхозов Наркомата совхозов КазССР.
1938 год: Врид. начальника планового отдела Кустанайского облисполкома.

### Арест и реабилитация
19 июля 1938 года: Арестован УНКВД Кустанайской области, до 1940 года находился в тюрьме НКВД КазССР, Алма-Ата. Реабилитирован 12 февраля 1940 года НКВД КазССР.

### Посты после реабилитации
1940 год: Заместитель управляющего Казахстанской республиканской конторой снабжения.
1940-41 годы: Начальник стройучастка Совхозстроя Наркомата ??, Жагизтобе Семипалатинской области.
1941-42 годы: Начальник стройконторы Павлодарского гостреста.
1942-44 годы: Уполномоченный наркомата совхозов КазССР по отгону и зимовке скота из Актюбинской в Кзыл-Ординскую области и по организации новых совхозов.
05.1944-06.1945 годы: Исполняющий обязанности директора Кзыл-Ординского гостреста совхозов.

### Политическая деятельность
06-09.1919 годы: Член ЦИК Туркестана. Бондаренко принимал участие в работе Центрального исполнительного комитета Туркестана.
07.1921-01.1922 годы: Член президиума Актюбинского губернского исполкома.
07.1921-02.1922 годы: Член бюро губернского комитета партии.
07.1921-03.1923 годы: Член губернского комитета партии.
12.1921 года: Делегат Всероссийского съезда Советов. Бондаренко представлял интересы своего региона на всероссийском уровне.
01.1935-1937: Член КазЦИК 9 созыва.

### Журналистская деятельность
Бондаренко также был членом редакционных коллегий Актюбинских газет "Красная Звезда" и "Киргизская степь", что свидетельствует о его вкладе в информационное обеспечение и распространение партийной пропаганды.